# Милькель

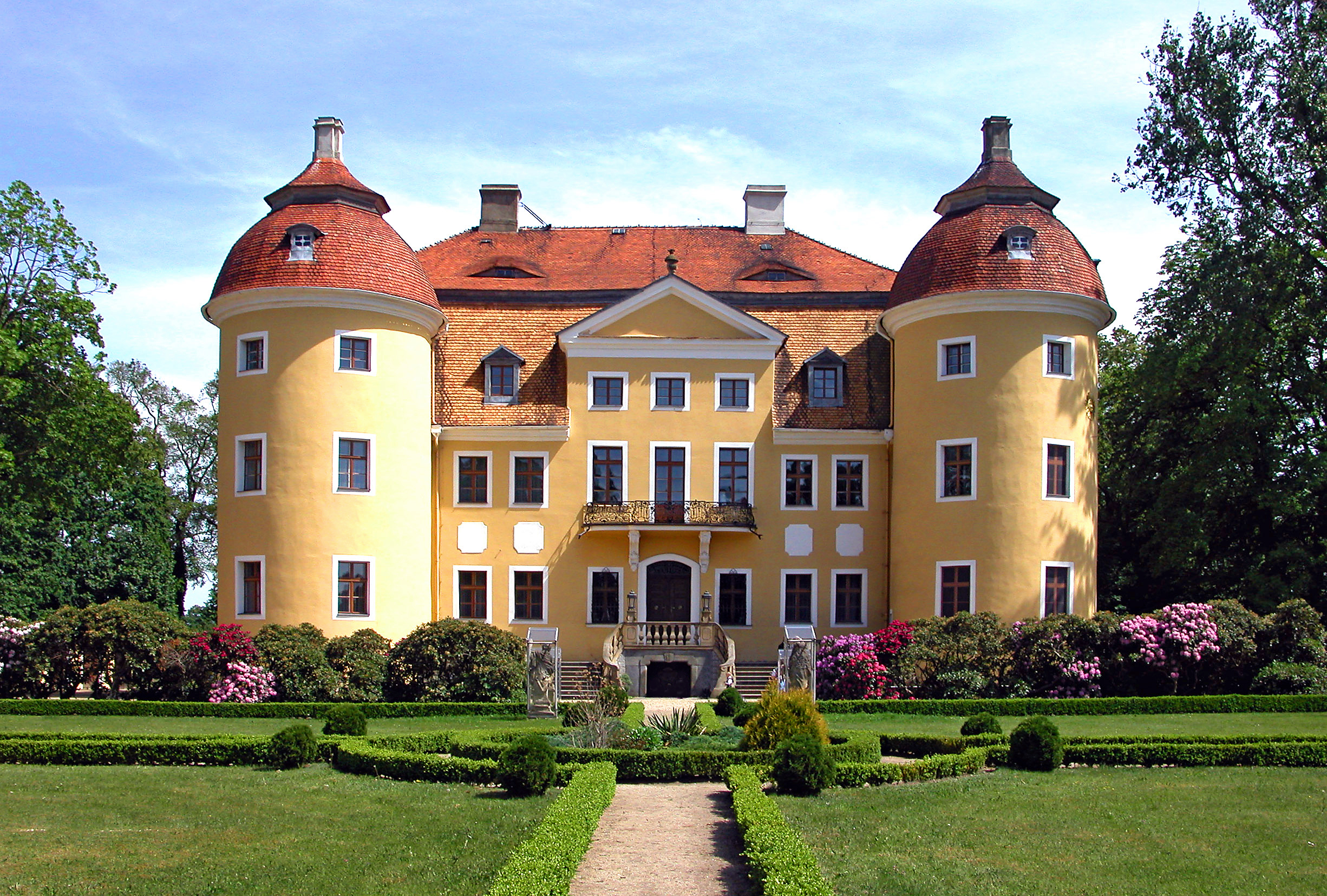
Барочный дворец. Памятник культуры и истории земли Саксония

Ми́лькель или Ми́накал (нем. Milkel; в.-луж. Minakałо файле) — деревня в Верхней Лужице, Германия. Входит в состав коммуны Радибор района Баутцен в земле Саксония. Подчиняется административному округу Дрезден.

## География
Находится около 15 километров севернее Будишина на границе биосферного заповедника Пустоши и озёра Верхней Лужицы. Через деревню протекает река Кляйне-Шпрее (Мала-Шпревя), приток Шпрее. На севере деревни начинается один из самых крупных лесных массивов Верхней Лужицы.

## История
Впервые упоминается в 1322 году под наименованием Milakal.
Первая усадьба упоминается в 1430 году, однако она сгорела во время пожара в 1556 году. Вместо этой усадьбы во второй половине XVI века был построен современный барочный дворец (перестроен в XVIII веке). До 1595 года дворец принадлежал роду фон Метцрадт (von Metzradt), позднее он принадлежал различным германским аристократическим семьям. С 1769 по 1908 года дворец находился в собственности графов Эйнзидель. В 1908 году он был продан семье фон Гольнштейн (von Holnstein), которая произвела капитальный ремонт дворца. С 1945 по 1948 год использовался в качестве лагеря для беженцев. До 1953 года Конфедерация свободных профсоюзов открыла в нём учебное заведение, где обучали марксизму и ленинизму. С 1953 по 1993 год во дворце действовала серболужицкая школа.
С 1936 по 1977 года деревня входила в состав коммуны Дробен-Вессель, с 1977 по 1999 года — в коммуну Липпич. С 1999 года входит в состав современной коммуны Радибор.
В настоящее время деревня входит в состав культурно-территориальной автономии «Лужицкая поселенческая область», на территории которой действуют законодательные акты земель Саксонии и Бранденбурга, содействующие сохранению лужицких языков и культуры лужичан.
Исторические немецкие наименования:
- Milekal, 1322
- Millekal, 1353
- Milkal, Mylekal ,1430
- Milnekal ,1464
- Millkal, 1560
- Milnackel, 1512
- Millekel, Myllekal, 1528
- Milckell, 1542

## Население
Официальным языком в населённом пункте, помимо немецкого, является также верхнелужицкий язык.
Согласно статистическому сочинению «Dodawki k statisticy a etnografiji łužickich Serbow» Арношта Муки в 1884 году проживало 436 человек (из них — 389 серболужичан (89 %)).
Лужицкий демограф Арношт Черник в своём сочинении «Die Entwicklung der sorbischen Bevölkerung» указывает, что в 1956 году при общей численности в 769 человек серболужицкое население деревни составляло 57,1 % (из них верхнелужицким языком активно владело 305 человек, 26 — пассивно и 108 несовершеннолетних владели языком).
| 1834 | 1871 | 1890 | 1910 | 1925 | 1939 | 1946 | 1950 | 1964 | 2011 | 2016 |
| ---- | ---- | ---- | ---- | ---- | ---- | ---- | ---- | ---- | ---- | ---- |
| 308  | 305  | 358  | 399  | 422  | 794  | 702  | 793  | 761  | 366  | 338  |

## Достопримечательности
Памятники культуры и истории земли Саксония
- Барочный дворец с парком, ул. Schloß Milkel 1, 1a, 1b, XVI век (№ 09303227, 09253240)
- Два кавалерийских дома, ул. Schloß Milkel 1, 1a, 1b, 1720 год (№ 09253240)
- Ворота, ул. Schloß Milkel 1, 1a, 1b, 1920 год (№ 09253240)
- Мост и фонтан, ул. Schloß Milkel 1, 1a, 1b, XVIII век (№ 09253240)
- Два поклонных креста, около дома 1 по ул. Großteich, XV—XVII века (№ 09253231)
- Лютеранский храм, ул. Kirchstraße 8, 1857 (№ 09253228)
- Саксонско-Прусский дорожный указатель, 1828 (№ 09305596)
- Могила писателя Курта Эйзинделя, 1905 (№ 09253239)
- Kreuzstein, XVI—XVII век, на дороге в Дробен (№ 09253236)
- Жилое здание, ул. Hauptstraße 17, XVIII век (№ 09253225)
- Жилое здание, ул. Klixer Straße 7, 1850 год (№ 09253232)
- Torwächterhaus, ул. Hauptstraße 18, 1720 год (№ 09253987)
- Дом приходского священника, ул. Kirchstraße 6, 1750 год (№ 09253227)
- Gräflich Einsiedelsche Beschlag-Schmiede, ул. Klixer Straße 9a, 1860 год (№ 09253233)

## Известные жители и уроженцы
- Ланга, Ян (1669—1727) — серболужицкий серболужицкий культурный делатель, один из четырёх переводчиков первого полного перевода Библии на верхнелужицкий язык
- Эйнзиндель, Курт Гайнрих Эрнст фон (1811—1887) — немецкий коневод и писатель